# Monbazillac
Monbazillac je obec v departmentu Dordogne v Akvitánii v jihozápadní Francii. Leží 87 kilometrů od Bordeaux. Je proslulá sladkými víny a zachovalým zámkem.

## Geografie
Sousední obce: Saint-Laurent-des-Vignes, Saint-Nexans, Colombier a Rouffignac-de-Sigoulès.

## Populace
Počet obyvatel

## Osobnosti obce
- Joseph Croce-Spinelli, balonář